# معركة فلاوسن
معركة فلاوسن من أشهر المعارك التي خاضها جيش التحرير الوطني ضد الفرنسيين في الولاية التاريخية الخامسة وبالتحديد شمال ولاية تلمسان أين إندلعت في 29 سبتمبر 1955 م 

## أحداث المعركة
تعد معركة فلاوسن إحدى المعارك الكبرى لحرب التحرير الوطني ببلدية عين فتاح دائرة فلاوسن بتلمسان ومن نتائج المعركة بالنسبة لقوات العدو في المنطقة التي كنت فيها أفاد بأنها تشمل عددا كبيرا بين قتيل وجريح، أما بالنسبة للمجاهدين فاستشهد 80 مجاهدا ، فكانت خسارة العدو ما بين 35 إلي 40 عسكرياا بإصابات متفاوتة الخطورة وما بين 30 إلى 35 قتيلا، وحسب المعلومات التي أفضى بها المجاهدون بالمنطقة أن خسارة العدو في هذه المعركة تتراوح ما بين 700 قتيل و400 جريح، أما عدد الشهداء كان حوالي 106 وعدد الجرحى 60، غير أن الرائد مستغانمي أحمد يفيد بان الخسارة في صفوف المجاهدين حسب التقارير التي أرسلت للقيادة آنذاك كانت على النحو التالي : استشهد في المعركة 24 مجاهدا و13 مواطنا مدنيا وإصابة 14 مجاهدا بجروح مختلفة وأسر 11 مجاهدا، أما خسائر العدو فيتفق الجميع على أنها كانت جسيمة كما تم ذكرها، وفي اليوم التالي أي في 21 أفريل حضرت قوات العدو وحملت معها  العديد من البغال، وبمساعدة سكان المداشر والقرى المجاورة نقلت موتاها من ميدان المعركة، وقد وصل إلى أسماع الأخوة المجاهدين يومها من قبل هؤٍلاء المدنيين حسب ما شاهدوه أن عدد الموتى من جنود العدو كان كبيرا جدّا، وأنهم حملوا الجنود الذين هم من أصل فرنسي وتركوا الجنود السنغاليين العاملين ضمن القوات الفرنسية و24 مجاهدا في ميدان المعركة،.
'